# Tropismo viral
Em virologia, 'tropismo' significa a propensão que um vírus tem em infectar determinado tipo de célula ou tecido em especial. O tropismo viral é determinado pela presença de receptores na membrana das células hospedeiras, os quais interagem especificamente com proteínas (antireceptores) virais, possibilitando a entrada do agente infeccioso no citoplasma.